# Rotzigmoosberg
Der Rotzigmoosberg ist ein niedriger nördlicher Vorberg des Lahnerkopfes. Der Gipfel ist weglos von einer nahegelegenen Forststraße aus erreichbar.
Am Rotzigmoosberg entspringt die Rottach.

## Galerie

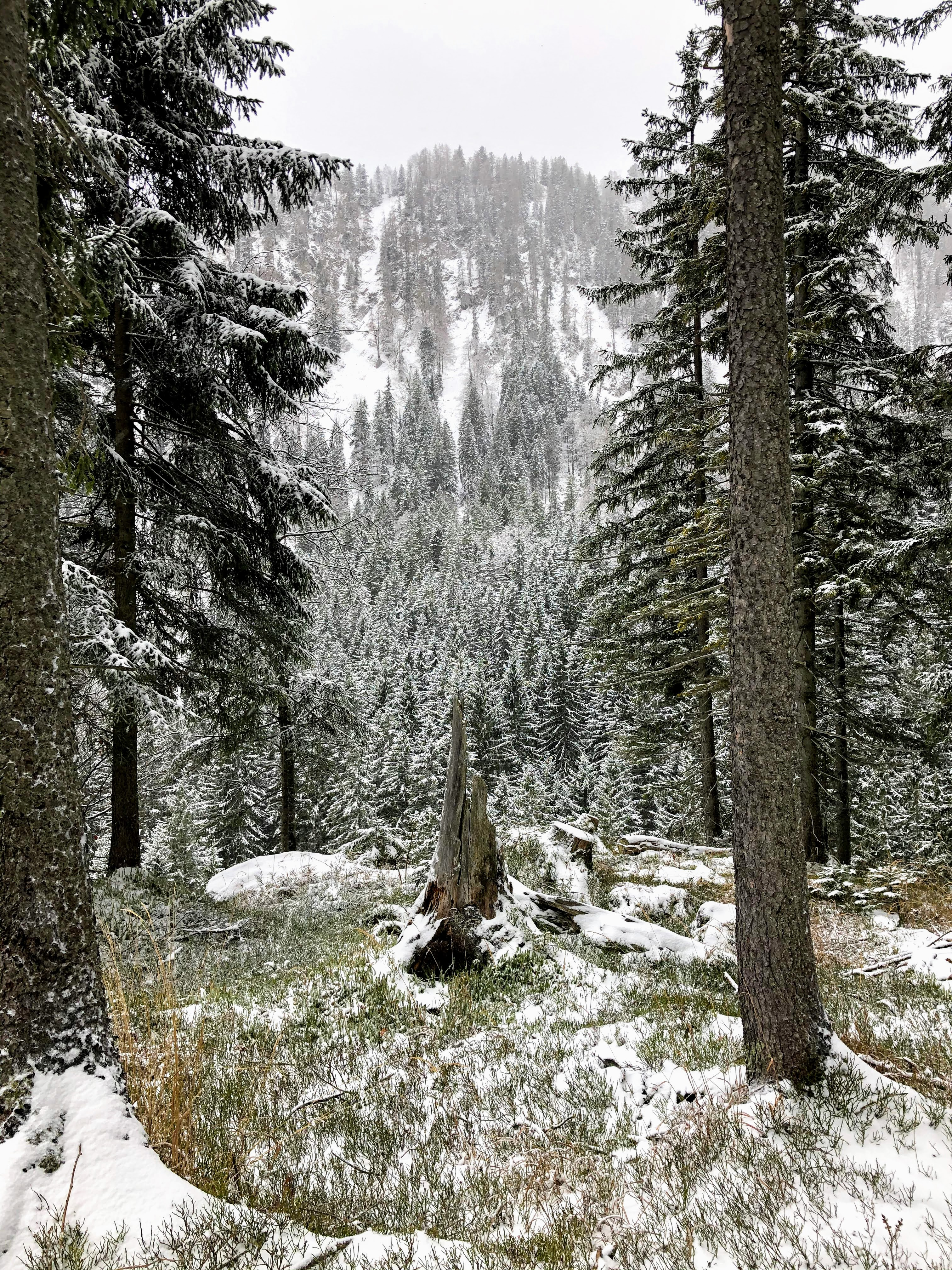
Rotzigmoosberg, Gipfelbereich